# Katherine di Sutton
Katherine di Sutton (fl. 1358–1376) è stata una religiosa e drammaturga inglese.
Badessa dell'Abbazia di Barking, viene ricordata come la prima autrice teatrale della storia dell'Inghilterra.

## Biografia
Dato che l'abbazia di Barking accettava solo monache di origini nobili, è quasi certo che Katherine di Sutton sia nata in una famiglia aristocratica. Fu badessa di Barking tra il 1458 e il 1376, in quello che viene ricordato come uno dei periodi di massimo splendore dell'abbazia benedettina: in quanto badessa, lo status di Katherine era equiparabile a quello di una baronessa e il suo ruolo era di grande responsabilità e prestigio.
Il nome di Katherine si lega ad alcuni drammi liturgici rappresentati a Barking alla fine del XIV secolo, che la badessa presumibilmente diresse e forse scrisse. I drammi liturgici ci sono pervenuti in un unico manoscritto, MS 169, conservato all'University College dell'Università di Oxford. Le opere seguono le convenzioni del genere, anche se la prefazione dei drammi affermano che Katherine avrebbe revisionato e riscritto parti del Descensus e dell'Elevatio.

## Drammi liturgici
Le quattro opere venivano rappresentate durante la Settimana santa. Depositio veniva rappresentato il Venerdì santo, con i personaggi di Giuseppe e Nicodemo che rimuovevano la statua di Cristo dal crocifisso sopra l'altare, gli lavano le ferine nel vino e nell'acqua e poi "seppelliscono" la statua in una nicchia del nella chiesa. La seconda opera, Descensus Christi, rappresenta la discesa di Cristo agli inferi: le suore si disponevano in una cappella laterale con in mano una candela spenta e una foglia di palma, interpretando i patriarchi nati prima di Cristo; cantando canti liturgici, il celebrante e due diaconi aprivano la porta della cappella, liberando simbolicamente le anime dei giusti, che si riversavano dunque nel coro della chiesa. Immediatamente dopo si passa all'Elevatio, in cui il celebrante recupera il corpo di Cristo dalla "tomba" in cui è stato sepolto mentre la congregazione canta Christ is risen. Nella Veneratio tre suore interpretano le Tre Marie, si recano nel sepolcro e lo trovano vuoto: Cristo appare quindi alla Maddalena, che canta della resurrezione alle compagne. Le tre si recando quindi davanti all'altare per annunciare la resurrezione agli apostoli. Tutti intonano O God we praise thee e la rappresentazione si conclude.